# Сахневич, Эдуард Викторович
Эдуард Викторович Сахневич (2 сентября 1980, Владивосток) — российский футболист, нападающий и полузащитник.

## Биография
Начинал заниматься футболом во Владивостоке, первый тренер — Валерий Бобров. Большую часть своей российской карьеры провёл в любительских клубах Дальнего Востока. На профессиональном уровне дебютировал 21 августа 2000 года в составе владивостокского «Луча-Энергии» в матче второго дивизиона против «Океана», вышел на замену на 81-й минуте вместо Михаила Руслякова, этот матч остался единственным в том сезоне. Также играл за профессиональные клубы в 2008 году в составе «Луховиц», а в 2009 году снова в «Луче».
В течение нескольких сезонов выступал за заграничные клубы, преимущественно из Юго-Восточной Азии. В 2001 году вместе с двумя другими футболистами из Владивостока, Павлом Курносовым и Константином Ласорыбом, перешёл в клуб «Бекамекс» (Биньзыонг), игравший тогда во втором дивизионе. В 2003 году играл в составе клуба «Канг» («Порт Сайгон») из Хошимина, аутсайдера высшего дивизиона Вьетнама. В 2004—2005 годах выступал в Бангладеш за «Бразерс Юнион», в его составе стал чемпионом страны. В 2005—2006 годах был в составе середняка марокканского чемпионата «Дифаа» (Эль-Джадида). В 2010 году снова играл во Вьетнаме, на этот раз в составе середняка высшего дивизиона «Бекамекс» (Биньзыонг). В 2010—2011 годах выступал в чемпионате Бангладеш за «Шейх Руссел», стал бронзовым призёром чемпионата. В 2012 году провёл 6 матчей и забил 4 гола во втором дивизионе Малайзии за «Паханг Куантан», и в итоге команда стала серебряным призёром турнира, но игрок ещё в апреле 2012 года покинул команду.
В конце карьеры снова выступал в любительских российских клубах «Локомотив» Уссурийск (2012), «Эра-ДВЛК» Владивосток (2012), «Залив» Владивосток (2013). В 2014 году стал чемпионом Приморского края в составе «Океана» (Находка).
В 2003 году окончил Дальневосточный государственный университет по специальности «спортивная психология». Женат, есть двое сыновей — Максим и Константин.